# D.J. Harrison
Dennis J. Harrison, detto D.J. (Filadelfia, 7 maggio 1979), è un ex cestista statunitense.

## Palmarès
- Campionato francese: 1

Nancy: 2007-08
- Coppa d'Irlanda (2004)
- Coppa di Svizzera (2009)
- Coppa di Lega Svizzera (2009)